# Liste der Baudenkmäler in Tacherting
Auf dieser Seite sind die Baudenkmäler in der oberbayerischen Gemeinde Tacherting zusammengestellt. Diese Tabelle ist eine Teilliste der Liste der Baudenkmäler in Bayern. Grundlage ist die Bayerische Denkmalliste, die auf Basis des Bayerischen Denkmalschutzgesetzes vom 1. Oktober 1973 erstmals erstellt wurde und seither durch das Bayerische Landesamt für Denkmalpflege geführt wird. Die folgenden Angaben ersetzen nicht die rechtsverbindliche Auskunft der Denkmalschutzbehörde.

## Baudenkmäler nach Ortsteilen

### Tacherting
| Lage                            | Objekt                                    | Beschreibung | Akten-Nr.     | Bild                      |
| ------------------------------- | ----------------------------------------- | --- | ------------- | ------------------------- |
| Lexengasse 2 (Standort)         | Katholische Pfarrkirche Unsere Liebe Frau | Mitte 15. Jahrhundert, Turmzwiebel um 1700, der Chor und das ursprünglich zweischiffige Langhaus 1765–1767 durch Franz Alois Mayr barockisiert und vereinheitlicht; mit Ausstattung. | D-1-89-149-1  | weitere Bilder            |
| Lexengasse 2 a (Standort)       | Katholische Kapelle St. Anna              | Saalkirche, im Kern spätmittelalterlich, 1780 verlängert und barock überformt; mit Ausstattung; am Friedhof.                                                                         | D-1-89-149-2  | BW                        |
| Nähe Lexengasse (Standort)      | Kriegerdenkmal                            | Steinpfeiler mit Figurengruppe, um 1920, nach dem Zweiten Weltkrieg beiderseits erweitert; in der Ortsmitte westlich vor dem Friedhof.                                               | D-1-89-149-71 | BW                        |
| Trostberger Straße 4 (Standort) | Großes Wirtschaftsgebäude                 | Ehemaliger Wirtsstadel, mit Steilsatteldach, gewölbten Stallungen, stichbogigen Toren und Rundbogenfenstern, weites Vordach, erbaut 1843.                                            | D-1-89-149-5  | Großes Wirtschaftsgebäude |

### Emertsham
| Lage                             | Objekt                             | Beschreibung | Akten-Nr.     | Bild           |
| -------------------------------- | ---------------------------------- | --- | ------------- | -------------- |
| Tachertinger Straße 1 (Standort) | Gasthaus                           | Zweigeschossiger Bau mit Kniestock und Flachsatteldach, Fassaden mit Putzgliederung, 1892 nach Brand neu errichtet.                                      | D-1-89-149-12 | BW             |
| Tachertinger Straße 3 (Standort) | Gasthaus                           | Stattlicher zweieinhalbgeschossiger Putzbau mit Walmdach, 1892 nach Brand neu errichtet.                                                                 | D-1-89-149-13 | Gasthaus       |
| Trostberger Straße 1 (Standort)  | Katholische Filialkirche St. Vitus | Nagelfluhbau, Ende 15. Jahrhundert, neugotischer Ausbau und Anbau der Sakristei 1865/66; mit Ausstattung; Friedhofsmauer, Nordteil, 17./18. Jahrhundert. | D-1-89-149-11 | weitere Bilder |
| Trostberger Straße 3 (Standort)  | Grabstein                          | Grabstein der Chorherren Heinrich und Johannes von Törring, nach 1435; eingelassen im Eingangsbereich der Aussegnungshalle.                              | D-1-89-149-72 | BW             |
| Trostberger Straße 5 (Standort)  | Friedhofskapelle                   | Neugotisch, Ende 19. Jahrhundert; mit Ausstattung. | D-1-89-149-73 | weitere Bilder |

### Oberbrunnham
| Lage                       | Objekt          | Beschreibung | Akten-Nr.     | Bild |
| -------------------------- | --------------- | --- | ------------- | ---- |
| Oberbrunnham 3 (Standort)  | Kleinbauernhaus | Teilverputztes Nagelfluhmauerwerk, am Wirtschaftsteil Bundwerk, erstes Drittel 19. Jahrhundert. | D-1-89-149-33 | BW   |
| Oberbrunnham 5 (Standort)  | Kleinbauernhaus | Wohnteil mit Blockbau-Obergeschoss, zweite Hälfte 17. Jahrhundert. | D-1-89-149-34 | BW   |
| Oberbrunnham 12 (Standort) | Wohnstallhaus   | Nordflügel des Dreiseithofes, Mitterstubenhaus mit Bundwerk am Wirtschaftsteil, erste Hälfte 19. Jahrhundert; Bundwerkstadel (Südflügel), bezeichnet mit dem Jahr 1839, mit eingebauten älteren Getreidekästen. | D-1-89-149-35 | BW   |

### Peterskirchen
| Lage                           | Objekt                                     | Beschreibung | Akten-Nr.     | Bild                                       |
| ------------------------------ | ------------------------------------------ | --- | ------------- | ------------------------------------------ |
| Dorfplatz 1 (Standort)         | Katholische Pfarrkirche St. Peter und Paul | Einschiffiger spätgotischer Bau, letztes Viertel 15. Jahrhundert, neugotischer Ausbau und Chorneubau 1888; mit Ausstattung; südliche Friedhofsmauer mit Sandsteinplatten-Abdeckungen, 18. Jahrhundert. | D-1-89-149-37 | Katholische Pfarrkirche St. Peter und Paul |
| Sankt Alban 9 (Standort)       | Katholische Kirche St. Alban               | Spätgotisch, nach 1500; mit Ausstattung; ummauerter Kirchhof. | D-1-89-149-38 | BW                                         |
| Wiesmühler Straße 3 (Standort) | Wohnhaus                                   | Zweigeschossig mit Halbwalmdach, erbaut 1839/40. | D-1-89-149-39 | BW                                         |

### Schalchen
| Lage                   | Objekt                                                   | Beschreibung | Akten-Nr.     | Bild |
| ---------------------- | -------------------------------------------------------- | --- | ------------- | ---- |
| Schalchen 4 (Standort) | Wohnstallhaus (Nordflügel des ehemaligen Vierseithofes)  | Wohnteil über dem Eingang bezeichnet mit dem Jahr 1840, Gitterbundwerk am Wirtschaftsteil bezeichnet mit dem Jahr 1837. | D-1-89-149-49 | BW   |
| Schalchen 6 (Standort) | Bundwerkstadel (Nordflügel des ehemaligen Vierseithofes) | über dem Nordtor bezeichnet mit dem Jahr 1851.                                                                          | D-1-89-149-77 | BW   |
| Schalchen 8 (Standort) | Kleinhäusl                                               | mit Blockbau-Obergeschoss und Stüberlvorbau, bezeichnet mit dem Jahr 1845.                                              | D-1-89-149-50 | BW   |
| Schalchen 9 (Standort) | Kleinbauernhaus                                          | Wohnteil massiv, wohl noch 18. Jahrhundert, Bundwerk am Wirtschaftsteil, um 1840/50.                                    | D-1-89-149-51 | BW   |

### Weitere Ortsteile
| Lage                                                                | Objekt                                                        | Beschreibung | Akten-Nr.     | Bild |
| ------------------------------------------------------------------- | ------------------------------------------------------------- | --- | ------------- | ---- |
| Arfling 7 (Standort)                                                | Bundwerkstadel (Südflügel des Vierseithofes)                  | zweite Hälfte 19. Jahrhundert; Nebengebäude mit Bundwerk (Westflügel), etwa zeitgleich. | D-1-89-149-6  | BW   |
| Attenberg (Standort)                                                | ehemaliges Kleinbauernhaus                                    | mit Blockbau-Obergeschoss, 18. Jahrhundert. | D-1-89-149-7  | BW   |
| Buchöster 1 (Standort)                                              | Wohnstallhaus (Nordflügel des Vierseithofes)                  | mit Bundwerk über dem Wirtschaftsteil, bezeichnet mit dem Jahr 1858; Bundwerkstadel (Südflügel), nach 1858; Stallstadel (Ostflügel), mit gewölbtem Stall und Bundwerkobergeschoss, nach 1858. | D-1-89-149-9  | BW   |
| Fellern 1; Hirschhamer Feld (Standort)                              | Privatkapelle                                                 | neugotischer Satteldachbau, bezeichnet mit dem Jahr 1867; mit Ausstattung. | D-1-89-149-14 | BW   |
| Fern 1 (Standort)                                                   | Bundwerkstadel (Südflügel des Vierseithofes)                  | Mitte 19. Jahrhundert. | D-1-89-149-15 | BW   |
| Gerading 1 (Standort)                                               | Bundwerkstadel (Südflügel des Vierseithofes)                  | nach Mitte 19. Jahrhundert; Wegkapelle, wohl noch 18. Jahrhundert; mit Ausstattung; Steinkreuz, bezeichnet mit dem Jahr 1735, östlich des Hofes. | D-1-89-149-16 | BW   |
| Guttenhof 3 (Standort)                                              | Bundwerkstadel (Südflügel des Vierseithofes)                  | drittes Viertel 19. Jahrhundert. | D-1-89-149-17 | BW   |
| Harrer 7 (Standort)                                                 | Bundwerkstadel (Südflügel des Vierseithofes)                  | angeblich 1866 erbaut. | D-1-89-149-18 | BW   |
| Hochreit, Schalchner Feld (Standort)                                | Wegkapelle                                                    | verputzter Ziegelbau, um 1918/20; westlich des Ortes. | D-1-89-149-20 | BW   |
| Hof, Emertshamer Feld (Standort)                                    | Wegkapelle                                                    | Nischenkapelle über quadratischem Grundriss, wohl 19. Jahrhundert; etwa 300 m südlich des "Kienberger Hofes" am Feldweg. | D-1-89-149-74 | BW   |
| Höhenmark 33 (Standort)                                             | Vierseithof                                                   | stattliche geschlossene Anlage, teilweise überputztes Brockenmauerwerk, mit Bundwerk- und Blockbauteilen, erbaut 1840–1842; Wohnstallhaus (Nordflügel), zweieinhalbgeschossig, mit Innenausstattung um 1900; Bundwerkstadel (Südflügel), bezeichnet mit dem Jahr 1857, mit eingebautem Getreidekasten, bezeichnet mit dem Jahr 1740; Westflügel mit Stallgewölben und Blockbauteilen im Obergeschoss; Osttrakt massiv, mit gewölbtem Erdgeschoss. Zugehöriges Backhaus, nordöstlich frei stehend.                                              | D-1-89-149-70 | BW   |
| Hörzing 1 (Standort)                                                | Wohnstallhaus (Nordflügel des Vierseithofes)                  | zweigeschossig mit Kniestock und Putzdekor, um 1850/60; Bundwerkstadel (Südflügel), gleichzeitig; Westflügel mit Bundwerk an der Hofseite, gleichzeitig; gesamte Westseite um 1900 im oberen Teil mit Schiefermantel verkleidet. | D-1-89-149-21 | BW   |
| Hütting 6 (Standort)                                                | Rotmarmor-Bildstock                                           | bezeichnet mit dem Jahr 1501; aufgestellt in der beim Friedhof 2005 neu errichteten Kapelle. | D-1-89-149-24 | BW   |
| Kirchstätt 1 (Standort)                                             | Katholische Filialkirche St. Koloman                          | kleiner spätgotischer Kernbau, Mitte 19. Jahrhundert neugotisch erweitert; mit Ausstattung. | D-1-89-149-25 | BW   |
| Lohen 2 (Standort)                                                  | Wohnstallhaus (Nordflügel des Vierseithofes)                  | Ende 18. Jahrhundert; Hütte mit Getreidekasten (Ostflügel), erste Hälfte 19. Jahrhundert; Bundwerkstadel (Südflügel), bezeichnet mit dem Jahr 1839. | D-1-89-149-27 | BW   |
| Maierlreith 8 (Standort)                                            | Vierseithof                                                   | stattliche geschlossene Anlage, teilweise überputztes Brockenmauerwerk, mit Bundwerkteilen, erbaut vor 1860; Wohnstallhaus (Nordflügel), zweieinhalbgeschossig; Stadel (Südflügel) mit reichem Gitterbundwerk und eingebautem Getreidekasten, bezeichnet mit dem Jahr 1858; Ostflügel mit gewölbtem Erdgeschoss; Westflügel mit Bundwerkteil. Zuhaus, wohl 1903, nördlich frei stehend. | D-1-89-149-29 | BW   |
| Mittermühle, Brückenstraße 15 (Standort)                            | Heiligenfresko                                                | letztes Viertel 18. Jahrhundert; am Wohnhaus der ehemaligen Mühle. | D-1-89-149-31 | BW   |
| Moos 17 (Standort)                                                  | Wohnstallhaus (Nordflügel des Vierseithofes)                  | zweigeschossig, aus unverputztem Nagelfluhmauerwerk, Mitte 19. Jahrhundert; Ostflügel mit gewölbtem Stall, unverputztes Nagelfluhmauerwerk, gleichzeitig; Stadel (Südflügel), mit Bundwerk und Nagelfluhmauerwerk, ehemals bezeichnet mit dem Jahr 1855; Zuhaus, zweite Hälfte 19. Jahrhundert; Windrad, um 1920. | D-1-89-149-32 | BW   |
| Otzen 1 (Standort)                                                  | frei stehender, zweigeschossiger Getreidekasten               | der obere Kasten bezeichnet mit dem Jahr 1788; Windrad mit Schöpfbrunnen, erstes Viertel 20. Jahrhundert. | D-1-89-149-36 | BW   |
| Pfarrhof, Hinteranger; Vom Buchöster Holz nach Hirschham (Standort) | Wegkapelle                                                    | bezeichnet mit dem Jahr 1825; mit Ausstattung; bei Pfarrhof 3. | D-1-89-149-41 | BW   |
| Pfarrhof 1 (Standort)                                               | Ehemaliger Pfarrhof von Peterskirchen                         | stattlicher zweigeschossiger Mansardwalmdachbau, 18. Jahrhundert, mit schräg gestelltem ehemaliges Kapellenanbau, frühes 20. Jahrhundert. | D-1-89-149-40 | BW   |
| Pinzgau 1 (Standort)                                                | Westflügel ("Hütte") des ehemaligen Vierseithofes             | mit Bundwerkteilen, um 1850/60. Nördlich frei stehender zweigeschossiger Getreidekasten, 17./18. Jahrhundert. | D-1-89-149-42 | BW   |
| Pinzgau 2 (Standort)                                                | Bundwerkstadel (Südflügel des Vierseithofes)                  | mit reichem Gitterbundwerk, bezeichnet mit dem Jahr 1840. | D-1-89-149-43 | BW   |
| Ponthal 1 (Standort)                                                | zweigeschossiger Getreidekasten                               | 16./17. Jahrhundert, ein weiterer Kasten seitlich angefügt; nördlich des Hofes frei stehend. | D-1-89-149-44 | BW   |
| Reicherting 1 (Standort)                                            | Bundwerkstadel (Südflügel des Dreiseithofes)                  | an der Firstpfette bezeichnet mit dem Jahr 1850. | D-1-89-149-45 | BW   |
| Ruppling 1 (Standort)                                               | Stadel (Südflügel des ehemaligen Vierseithofes)               | größtenteils gemauert mit neugotischen Verzierungen und Gitterbundwerk über den beiden südlichen Toren, an der Nordseite Bundwerk, 1863. | D-1-89-149-46 | BW   |
| Ruppling 2 (Standort)                                               | Bundwerkstadel (Südflügel des Vierseithofes)                  | bezeichnet mit dem Jahr 1857. | D-1-89-149-47 | BW   |
| Ruppling 3 (Standort)                                               | Vierseithof                                                   | einheitlich geschlossene Anlage mit Putzstreifengliederung; Wohnstallhaus (Nordflügel), bezeichnet mit dem Jahr 1859; Ostflügel mit Remisen, um 1860/65; Stallstadel mit Bundwerk (Westflügel), um 1860/65; Bundwerkstadel (Südflügel), bezeichnet mit dem Jahr an Firstpfette 1866. | D-1-89-149-48 | BW   |
| Schergenhub 50 (Standort)                                           | Stattlicher Vierseithof                                       | nach 1894 einheitlich neu errichtet; Wohnstallhaus (Nordflügel), mit Putzgliederung; Torbau mit Remisen (Westflügel); zweitenniger Stadel (Südflügel); Stallstadel (Ostflügel) mit gewölbtem Stall. Nördlich windgetriebenes Wasserschöpfrad, 1924. | D-1-89-149-69 | BW   |
| Schönlinden 21 (Standort)                                           | Einfirsthof                                                   | Wohnteil mit Blockbau-Obergeschoss, 18. Jahrhundert, Wirtschaftsteil mit Bundwerk, zweites Viertel 19. Jahrhundert; Backhaus, 18./19. Jahrhundert. | D-1-89-149-53 | BW   |
| Siegharting 1 (Standort)                                            | Feldkapelle                                                   | neugotischer Satteldachbau, am Gitter bezeichnet mit dem Jahr 1883; mit Ausstattung. | D-1-89-149-54 | BW   |
| Spiegelsberg 4 (Standort)                                           | Bundwerkstadel (Südflügel des ehemaligen Vierseithofes)       | bezeichnet mit dem Jahr 1846. | D-1-89-149-55 | BW   |
| Spiegelsberg 4 (Standort)                                           | Wegkapelle                                                    | bezeichnet mit dem Jahr 1849. | D-1-89-149-56 | BW   |
| Stadler 11 (Standort)                                               | Hofkapelle                                                    | Neubau von 1972 mit Ausstattung und Inschriftentafel des Vorgängerbaus von 1871; am Zufahrtsweg zum Hof. | D-1-89-149-59 | BW   |
| Straß, Bachweg 1 (Standort)                                         | Kleinbauernhaus                                               | Wohnteil mit Blockbau, Mitte 17. Jahrhundert. | D-1-89-149-61 | BW   |
| In Unterbrunnham; Unterbrunnham (Standort)                          | Wegkreuz                                                      | Gusseisenkreuz auf Steinsockel, wohl zweite Hälfte 19. Jahrhundert; an südlicher Ortszufahrt. | D-1-89-149-78 | BW   |
| Unterbrunnham 3 (Standort)                                          | Bundwerkstadel (Südflügel des Vierseithofes)                  | bezeichnet mit dem Jahr 1857. | D-1-89-149-62 | BW   |
| Urthal 3 (Standort)                                                 | Gitterbundwerkstadel (Nordflügel des Vierseithofes)           | um 1850/60. | D-1-89-149-64 | BW   |
| Urthal 4 (Standort)                                                 | Gitterbundwerkstadel (Südflügel des ehemaligen Vierseithofes) | bezeichnet mit dem Jahr 1854. | D-1-89-149-65 | BW   |
| Urtahl, Willadinger Feld (Standort)                                 | Feldkreuz                                                     | Steinsockel mit abgefasten Kanten, bezeichnet mit dem Jahr 1908, und Gusseisenkruzifix, südlich des Weilers. | D-1-89-149-79 | BW   |
| Wajon, Kraftwerkstraße 1 (Standort)                                 | Laufwasserkraftwerk                                           | 1909–11 erbaut als Kraftwerk II der Bayerischen Stickstoff-Werke AG (später Süddeutsche Kalkstickstoffwerke, heute Degussa) an einer Gefällestufe über dem Alzkanal; bestehend aus Rechen und Zulaufregler, Wasserschloss, Rohrleitungen, Turbinenkammer und Maschinenhalle, letztere mit seitlichen Annexbauten, Leerschuss und hoher, streng funktional gegliederter Unterstromfassade; mit Ausstattung (u. a. fünf Großmaschinensätze mit horizontal gelagerten Francis-Zwillingsturbinen, Reglern und gekuppelten Schwungrad-Generatoren). | D-1-89-149-76 | BW   |
| Werfer 34 (Standort)                                                | Bundwerkstadel (Südflügel des Vierseithofes)                  | mit teilverputztem Nagelfluh-Brockenmauerwerk, um 1860. | D-1-89-149-67 | BW   |
| Zehnthof 52 (Standort)                                              | Gitterbundwerkstadel (Südflügel des Vierseithofes)            | bezeichnet mit dem Jahr 1859. | D-1-89-149-68 | BW   |

## Ehemalige Baudenkmäler
In diesem Abschnitt sind Objekte aufgeführt, die früher einmal in der Denkmalliste eingetragen waren, jetzt aber nicht mehr. Objekte, die in anderem Zusammenhang also z. B. als Teil eines Baudenkmals weiter eingetragen sind, sollen hier nicht aufgeführt werden. Aktennummern in diesem Abschnitt sind ehemalige, jetzt nicht mehr gültige Aktennummern.

| Lage                   | Objekt          | Beschreibung                                                                | Akten-Nr.     | Bild |
| ---------------------- | --------------- | --------------------------------------------------------------------------- | ------------- | ---- |
| Hirschham 3 (Standort) | Kleinbauernhaus | Nagelfluhbau mit Bundwerk am Wirtschaftsteil, bezeichnet mit dem Jahr 1853. | D-1-89-149-19 | BW   |
| Lufersöd 23 (Standort) | Bundwerkstadel  | bezeichnet mit dem Jahr 1851.                                               | D-1-89-149-28 | BW   |